# Darren Clark
Darren Edward Clark (ur. 6 września 1965 w Sydney) – australijski lekkoatleta, specjalizujący się w biegach sprinterskich. Dwukrotny uczestnik letnich igrzysk olimpijskich (Los Angeles 1984, Seul 1988).

## Sukcesy sportowe
- pięciokrotny mistrz Australii: czterokrotnie w biegu na 400 metrów (1986, 1989, 1990, 1993) oraz w biegu na 200 metrów (1989)[2]

| Rok  | Miasto      | Zawody                     | Konkurencja                      | Wynik                 |
| ---- | ----------- | -------------------------- | -------------------------------- | --------------------- |
| 1984 | Los Angeles | Igrzyska olimpijskie       | bieg na 400 m sztafeta 4 × 400 m | 4. miejsce            |
| 1986 | Edynburg    | Igrzyska Wspólnoty Narodów | bieg na 400 m sztafeta 4 × 400 m | srebrny medal         |
| 1988 | Seul        | Igrzyska olimpijskie       | bieg na 400 m sztafeta 4 × 400 m | 4. miejsce 6. miejsce |
| 1990 | Auckland    | Igrzyska Wspólnoty Narodów | bieg na 400 m                    | złoty medal           |
| 1993 | Toronto     | Halowe mistrzostwa świata  | bieg na 400 m                    | brązowy medal         |

## Rekordy życiowe
| konkurencja        | na stadionie                                          | w hali                      |
| ------------------ | ----------------------------------------------------- | --------------------------- |
| bieg na 100 metrów | 10,47 – Melbourne, 18.03.1983                         |                             |
| bieg na 200 metrów | 20,49 – Sydney, 12.11.1983                            |                             |
| bieg na 300 metrów | 31,88 – Belfast, 30.06.1986                           |                             |
| bieg na 400 metrów | 44,38 – Seul, 26.09.1988 (rekord Australii i Oceanii) | 46,45 – Toronto, 14.03.1993 |